# Catherine de Rabat
Catherine de Rabat, châtelaine de Rabat-les-trois-seigneurs en Ariège est la maîtresse de Gaston Fébus (1331-1391) comte de Foix. 

## Biographie
Elle lui donne quatre fils : (à ce jour, aucune source ne peut le certifier)
- Garcia de Béarn, vicomte d'Ossau, époux d'Anne de Lavedan, avec postérité ;
- Peranudet de Béarn, mort jeune ;
- Bernard de Béarn, mort vers 1381, premier seigneur de Medinaceli par son mariage avec Isabel de la Cerda Pérez de Guzmán, dame de Huelva, Gibraleón et de Puerto de Santa María, et d'où descendent les actuels ducs de Medinaceli ;
- Jean de Béarn, aussi appelé Yvain de Foix, est mort fin janvier 1393, sans descendance, des suites de ses blessures, après la tragédie du « Bal des ardents ».

Garcia et Bernard sont à l'origine de grandes familles - dont les ducs de Medinaceli, mais, du fait de leur bâtardise, n'héritent pas du comté de Foix. En effet, en l'absence d'héritier légitime (Gaston de Foix-Béarn, le seul fils légitime de Gaston Fébus, soupçonné de complot et emprisonné, aurait été tué par son père dans un accès de colère), le comté et la coprincipauté d'Andorre reviennent à la branche cadette, en la personne de Mathieu de Foix-Castelbon (1374-1398).

## Tradition orale
La tradition orale du village de Rabat-les-trois-seigneurs a gardé la mémoire de Catherine de Rabat. La butte du château existe toujours, ainsi que ses souterrains au lieu-dit « le château ». La légende veut qu'elle ait été une chasseresse émérite parcourant la vallée de la Courbière avec ses chiens et qu'elle aimait aller au pied du glacier d'Ambanels se rafraichir en été.

### Articles
- Liste des comtes de Foix